# ماجرای یک ابله (فیلم ۱۹۱۵)
ماجرای یک ابله (انگلیسی: A Fool There Was) یک فیلم صامت درام آمریکایی به کارگردانی فرانک پاول است که در سال ۱۹۱۵ منتشر شد.

## بازیگران
- ادوارد ژوزه
- ثیدا بارا
- می الیسون
- فرانک پاول